# Maršal V. Nirenberg
Maršal Voren Nirenberg (engl. Marshall Warren Nirenberg; 10. april 1927 — 15. januar 2010) je bio američki biohemičar i genetičar jevrejskog porekla. On je nagrađen Nobelovom nagradom za fiziologiju i medicinu 1968 zajedno sa Har Gobind Koranom i Robertom Holijem za otkriće genetičkog koda i opisivanja načina sinteze proteina.

## Literatura
- Donald Voet; Judith G. Voet (2005). Biochemistry (3 изд.). Wiley. ISBN 9780471193500.
- U.S. National Library of Medicine. "Profiles in Science: The Marshall W. Nirenberg Papers."
- Nobel Biography
- Marshall Nirenberg Papers (1937–2003) – National Library of Medicine finding aid
- The Marshall Nirenberg Papers – Profiles in Science, National Library of Medicine
- Free to View Video Interview with Marshall W. Nirenberg provided by the Vega Science Trust.
- The Life and Scientific Work of Marshall W. Nirenberg. (From Richard Olson & Roger Smith (eds.) The Biographical Encyclopedia of Scientists. 1998)
- The Official Site of Louisa Gross Horwitz Prize
- Ed Regis (novembar 2007), „The Forgotten Code Cracker”, Scientific American (print)|format= захтева |url= (помоћ), Scientific American, Inc., стр. 50—51

## Spoljašnje veze
Mediji vezani za članak Maršal V. Nirenberg na Vikimedijinoj ostavi